# Windsor (Wisconsin)
Windsor é uma cidade  localizada no estado norte-americano de Wisconsin, no Condado de Dane.

## Demografia
Segundo o censo norte-americano de 2000, a sua população era de 5286 habitantes.

## Geografia
De acordo com o United States Census Bureau tem uma área de
79,9 km², dos quais 79,6 km² cobertos por terra e 0,3 km² cobertos por água.

## Localidades na vizinhança
O diagrama seguinte representa as localidades num raio de 16 km ao redor de Windsor.